# Onthophagus belinga
Onthophagus belinga är en skalbaggsart som beskrevs av Walter 1989. Onthophagus belinga ingår i släktet Onthophagus och familjen bladhorningar. Inga underarter finns listade i Catalogue of Life.